# Inaumont
Inaumont is een gemeente in het Franse departement Ardennes (regio Grand Est) en telt 74 inwoners (2009). De plaats maakt deel uit van het arrondissement Rethel.

## Geografie
De oppervlakte van Inaumont bedraagt 4,8 km², de bevolkingsdichtheid is dus 15,4 inwoners per km².
De onderstaande kaart toont de ligging van Inaumont met de belangrijkste infrastructuur en aangrenzende gemeenten.

## Demografie
Onderstaande figuur toont het verloop van het inwonertal (bron: INSEE-tellingen).

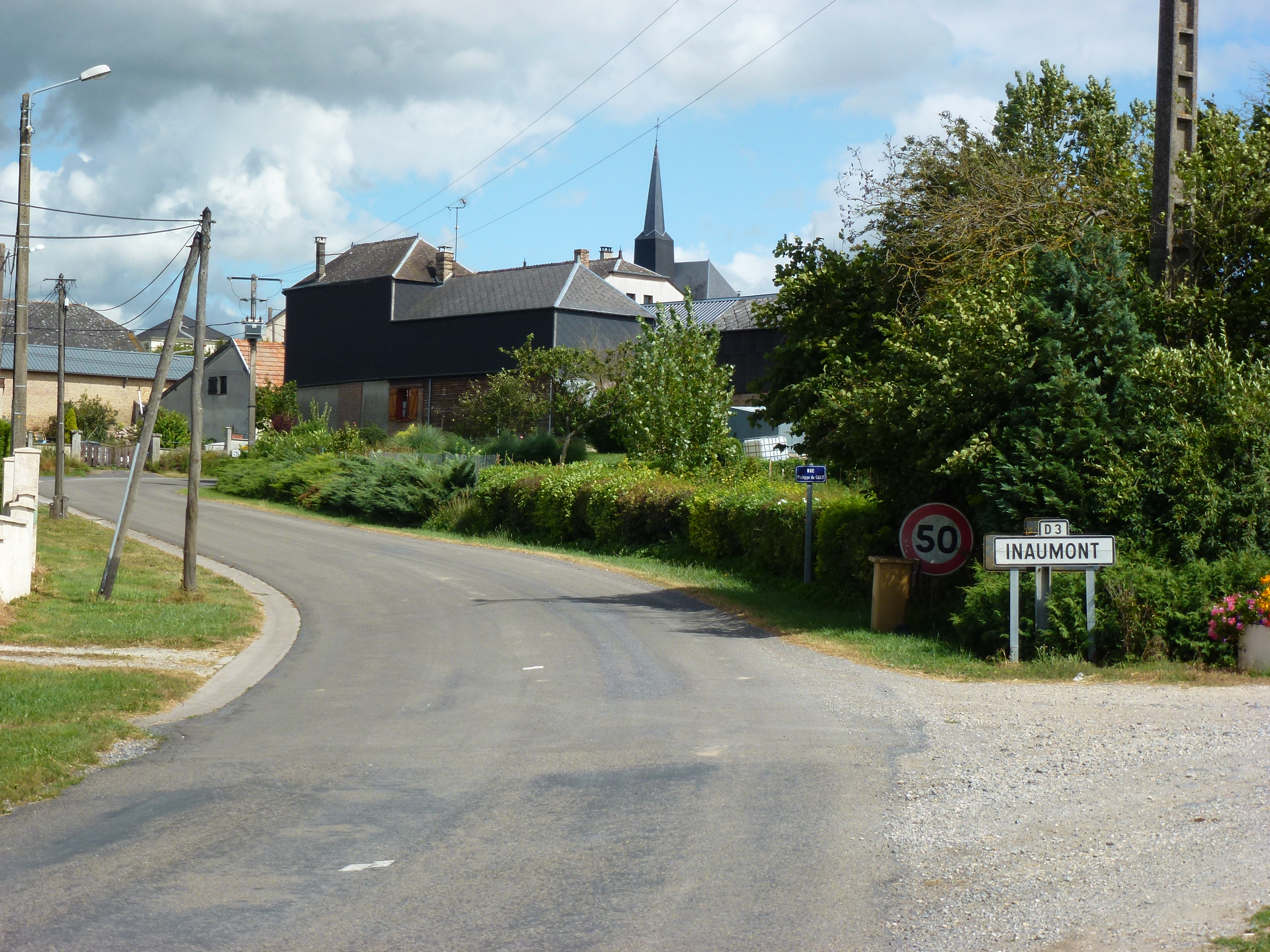

Vanwege een beveiligingsprobleem met de MediaWiki Graph-software is het momenteel niet mogelijk deze grafiek weer te geven. Zodra de software is bijgewerkt zal de grafiek vanzelf weer zichtbaar worden.